# John Pemberton
John Stith Pemberton (Knoxville, 8 de gener de 1831 − Atlanta, 16 d'agost de 1888) fou un veterà confederat i farmacèutic estatunidenc, conegut per inventar la Coca-Cola, que en aquella època només s'utilitzava com a medicament.

## Biografia
John Pemberton va néixer el 9 de juliol de 1831, a Knoxville, Comtat de Crawford, Geòrgia. El seu pare era James Clifford Pemberton, germà del general confederat John Clifford Pemberton. Pemberton es va criar a Rome, Geòrgia, va entrar al Reform Medical College of Geòrgia, a Macon, i el 1850, a l'edat de dinou anys, va obtenir la llicència per exercir la professió de farmacèutic. Poc després va conèixer a Ann Eliza Clifford Lewis, de Columbus (Geòrgia), que havia estat estudiant de la Wesleyan College a Macon. El 1853, es van casar a Columbus i van tenir un fill, Charles Ney Pemberton, que va néixer el 1854.

## Infància
Els pares de Pemberton eren James Clifford Pemberton (nascut el 1803 a Carolina del Nord) i Martha L. Gant (nascuda el 1791 a Virgínia). Encara que va néixer a prop de Knoxville, Geòrgia (Estats Units), Pemberton, de petit, es va traslladar amb la seva família a la ciutat més gran Columbus (Geòrgia).
Pemberton era nebot de John C. Pemberton nadiu de Filadèlfia, Pennsilvània, comandant confederat de 1863 a Campanya de Vicksburg durant la Guerra civil dels Estats Units.

## La Coca-Cola
El 1885 va afegir nous de cua a una nova beguda que havia creat, aquesta vegada sense alcohol però amb xarop de sucre. La fórmula definitiva va estar llesta el 8 de maig de 1886.
La primera recepta de la beguda refrescant Coca-Cola contenia extractes de fulles de coca (per això el nom Coca-Cola). La Coca Cola en cert moment, va tenir 9 mil·ligrams de cocaïna per got, però el 1903 es va eliminar. El farmacèutic John S.Pemberton va desenvolupar una beguda refrescant per intentar deixar la seva addicció a la morfina. Va aconseguir deixar la morfina però va caure a l'addicció d'aquesta beguda feta d'extractes de la fulla de coca. Quan es va descobrir el potencial addictiu de la substància, es va substituir el contingut de coca per cafeïna, cercant el mateix efecte.